# Абдулла Омар
Абдулла Омар (араб. عبد الله عمر, нар. 1 січня 1987, Нджамена) — бахрейнський футболіст, що є уродженцем Чаду, півзахисник національної збірної Бахрейну.
Виступав, зокрема, за клуби «Ксамакс», клуб із Саудівської Аравії «Аль-Іттіхад» та катарський клуб «Аль-Аглі».

## Клубна кар'єра
У дорослому футболі дебютував 2006 року виступами за команду клубу «Аль-Мухаррак», в якій провів три сезони.
Своєю грою за цю команду привернув увагу представників тренерського штабу швейцарського «Ксамакса», до складу якого приєднався 2009 року. Відіграв за команду з Невшателя наступні два сезони своєї ігрової кар'єри. Більшість часу, проведеного у складі «Ксамакса», був основним гравцем команди.
Протягом 2012—2013 років захищав кольори команди клубу «Аль-Іттіхад».
До складу клубу «Аль-Аглі» приєднався 2013 року, але вже наступного року повернувся до Бахрейну, де став гравцем клубу «Аль-Мухаррак».
З початку 2015 року є гравцем клубу із Саудівської Аравії «Аль-Іттіфак».

## Виступи за збірну
2007 року дебютував в офіційних матчах у складі національної збірної Бахрейну. Наразі провів у формі головної команди країни 67 матчів, забивши 2 голи.
У складі збірної був учасником кубка Азії з футболу 2007 року, що проходив у чотирьох країнах відразу, кубка Азії з футболу 2011 року в Катарі, а також кубка Азії з футболу 2015 року в Австралії.